# Arif Pashayev
Arif Pashayev (en azerí: Arif Paşayev) es Científico de Honor de la República de Azerbaiyán, académico de la Academia Nacional de Ciencias de Azerbaiyán y  rector de la Academia Nacional de Aviación de Azerbaiyán.

## Biografía
Arif Pashayev nació el 15 de febrero de 1934 en Bakú. Él estudió en la Academia Nacional de Telecomunicaciones de Odessa. En 1959 comenzó a trabajar en el Instituto de Física de la Academia de Ciencias de la RSS de Azerbaiyán. Desde 1960 hasta 1964 estudió en el Instituto Giredment en Moscú. 
En 1966 defendió su tesis sobre el tema de “Desarrollo de métodos y dispositivos para la medición sin contacto de los materiales semiconductores en frecuencias altas y más altas”. En 1978 defendió su tesis  “Base física, principios y perspectivas de desarrollo de los métodos no destructivos en la investigación de semiconductores” y obtuvo el título “Doctor de las ciencias físicas y matemáticas”. En 1989  fue elegido como miembro correspondiente y en 2001 como miembro de pleno derecho de la Academia Nacional de Ciencias de Azerbaiyán.
Arif Pashayev es profesor en la Universidad Técnica de Azerbaiyán, investigador jefe en el Instituto de Física de la Academia Nacional de Ciencias de Azerbaiyán. Él es rector de la Academia Nacional de Aviación de Azerbaiyán desde 1996, presidente de  la Academia de Ingeniería de Azerbaiyán y del Consejo en Asuntos Cósmicos de Azerbaiyán. Arif Pashayev es también vicepresidente de la Academia Internacional de Ingeniería.
Arif Pashayev es autor de más de 500 artículos publicados, 30 libros y monografías.

## Obras científicas
- Development of effective cooling schemes of gas turbine blades based on computer simulation // International Journal of Applied Science, Engineering and Technology. 2004. №1. P.1–6. ISSN 1307-4318. In co-autorship with C.Askerov, R.Sadiqov and C.Ardil.
- Евразийский патент №012224. Способ получения защитных покрытий на лопатках газовых турбин. 28.08.2009. Евразийская патентная организация, Евразийское патентное ведомство. Совместно с А.С.Самедовым, Т.Б.Усубалиевым, Т.Б.Рзаевым и Д.М.Гамбаровым.
- Система диагностирования авиационного ГТД с применением методов Soft Computing. Научно-Технический Журнал Авиационно-космическая техника и технология. Харьков, изд-во “ХАИ”, 2009, №9/66, стр. 194-197. Совместно с М.Г.Шахтахтинским, П.Ш.Абдуллаевым и А.Д.Мирзоевым.
- Patent: İ 2009 0050. Akustooptik panoram qəbuledici. 30.03.2009. A.R. Həsənovla birlikdə.
- Nanostructured Van der Waals-like surface of GaSe. Azerbaijan Journal of Physics “Fizika” Vol. XVII, №1, Seksion: En march, 78-80, 2011. In co-autorship with B.G.Tagiyev and A.A.Safarzade.
- Study of the Forbidden Gap Width of Strained Epitaxial Lead Selenide Layers. Journal of Materials Science and Engineering, 2012, 2, 142-150. In co-autorship with O.I.Davarashvili, Z.G.Akhvlediani, M.I.Enukashvili, L.P.Bychkova and M.A.Dzagania.
- Epitaxial Lead Selenide Layers over a Wide Range of Their Thickness on Dielectric Substrates. Journal of Materials Science and Engineering, 2013, B. 3 (2), p.97-103. In co-autorship with O.I.Davarashvili, Z.G.Akhvlediani, M.I.Enukashvili, R.G.Gulyaev and L.P.Bychkova.
- İngiliscə-Azərbaycanca-Rusca Aviasiya Terminləri Lüğəti. 3 cilddə. Milli Aviasiya Akademiyasının Poliqrafiya Mərkəzi. 2014. N.A.Paşayeva, R.M.Cəfərzadə, G.A.Əliyeva və D.Ə.Nağıyeva.

## Premios y títulos
- Premio Estatal de la RSS de Azerbaiyán (1991)
- Orden Shohrat (2004)
- Científico de Honor de la República de Azerbaiyán (2005)
- Orden Sharaf (2009)
- Orden Istiglal (2014)